# North Cape May
North Cape May – jednostka osadnicza w Stanach Zjednoczonych, w stanie New Jersey, w hrabstwie Cape May.